# Nonnus thoracicus
Nonnus thoracicus är en stekelart som först beskrevs av Brulle 1846.  Nonnus thoracicus ingår i släktet Nonnus och familjen brokparasitsteklar. Inga underarter finns listade i Catalogue of Life.